# 费海德·代哈尼
费海德·代哈尼（阿拉伯语：فهيد الديحاني，1966年10月11日—），生于科威特市，是一名科威特职业射击运动员兼军人，主攻不定向飛靶和雙不定向飛靶两个项目。

## 运动生涯
代哈尼22岁时开始从事射击运动，他曾参加过多届奥运会以及亚运会，并在2004年雅典奥运、2012年伦敦奥运以及2014年仁川亚运上担任科威特队开幕式旗手。他在亚运会上共收获4金5银2铜，其中一枚银牌是以独立运动员身份获得的。他还曾代表科威特获得过2枚奥运铜牌，分别来自2000年悉尼奥运男子双不定向飞靶项目和2012年伦敦奥运男子不定向飞靶项目。
2016年，由于科威特被国际奥林匹克委员会制裁，代哈尼只能以独立奥林匹克运动员身份参加在当年举办的里约奥运，奥运开幕前，国际奥委会邀请他担任独立代表团的旗手，但他以只愿举科威特国旗为由拒绝了邀请，在男子雙不定向飛靶金牌赛上，他击败了意大利选手马尔科·因诺琴蒂，成为史上首位获得奥运金牌的独立奥林匹克运动员。代哈尼夺金后，科威特体育部部长宣布其将在四年间获得每月5000第纳尔的奖金。